# 신민혁
신민혁(辛旻爀, 1999년 2월 4일 ~ )은 KBO 리그 NC 다이노스의 투수이다.

## 아마추어 시절
야탑고등학교 3학년 때인 2017년 유신고등학교를 상대로 노히트 노런을 기록하면서 주목받았다. 2018년 신인 드래프트에서 2차 5라운드에서 NC 다이노스에 지명됐다. 2017년 11월에 토미존 서저리를 받았다.

## NC 다이노스시절
2018년에 입단했다. 1년간 재활에 매진했다.

### 2019년시즌
퓨처스리그 23경기에 등판해 76.2이닝 7승 5패, 2홀드, 평균자책점 3.99를 기록했다.

### 2020년시즌
2020년 7월 28일 롯데전에서 구원 등판하며 데뷔 첫 경기를 치렀고, 경기에서 2.2이닝 1실점을 기록했다. 8월 13일 롯데전에서 데뷔 첫 선발 등판했다.
2020년 시즌 17경기 출장해 42이닝 2승 3패 26탈삼진 평균자책점 5.79를 기록했다.

### 2021년시즌
8월 12일 롯데 자이언츠와의 경기에서 6이닝 4실점으로 시즌 5승을 기록했다. 10월 14일 키움 히어로즈와의 경기에서 7이닝 4피안타(1피홈런), 2볼넷, 5탈삼진, 2실점으로 시즌 9승을 기록했다.
시즌 30경기에 등판 145이닝 4점대 평균자책점, 9승 6패, 44볼넷, 107탈삼진을 기록했다. 구창모의 부상, 이재학의 부진으로 인한 선발 투수 공백을 잘 메우면서 데뷔 4년만에 규정 이닝을 채웠다. 구속이나 구위에 강점이 있진 않았지만, 좋은 제구력과 결정구인 써클 체인지업의 위력으로 선발 투수로서 성공적인 한 해를 보냈다. 드류 루친스키에 이어 팀내 다승 2위를 기록했다.

### 2022년 시즌
2021년의 활약으로 연봉이 4,000만원에서 1억 2,000만원으로 200% 인상됐다.
4월 4경기에 등판해 18.2이닝 4패, 평균자책점 8.20을 기록했다. 기복이 심해 4월 23일에 2군으로 내려갔다. 5월 12일 롯데 자이언츠와의 경기에서 복귀해 6이닝 1실점으로 시즌 첫 승을 기록했다. 
시즌 26경기에 등판해 118.1이닝 4점대 평균자책점, 4승 9패, 105탈삼진을 기록했다.

### 2023년시즌
4월 5일 두산 베어스와의 경기와 11일 kt 위즈와의 경기에서 연달아 호투하면서 2승을 기록했다. 4월 28일 한화 이글스와의 경기에서도 5이닝 2실점으로 승리투수가 됐다. 하지만, 5월에는 3경기 출장해 11 1/3이닝 1패 평균자책점 7.15로 크게 부진한 모습을 보여줬고, 1군에서 말소됐다. 6월 15일에 다시 1군으로 복귀했다.
29경기 출장해 122이닝 5승 5패 97탈삼진 25볼넷 평균자책점 3.98을 기록했다.

#### 2023년 준플레이오프
SSG 랜더스와의 준플레이오프 경기에서 1차전에 등판해 5⅔이닝 4피안타 1볼넷 3탈삼진 무실점으로 호투했다. 데뷔 이후 첫 포스트시즌 등판이었다.
| 평균자책점 | 경기 | 완투 | 완봉 | 승 | 패 | 세 | 홀 | 이닝  | 피안타 | 피홈런 | 볼넷 | 사구 | 삼진 | 실점 | 자책점 |
| ---------- | ---- | ---- | ---- | -- | -- | -- | -- | ----- | ------ | ------ | ---- | ---- | ---- | ---- | ------ |
| 0.00       | 1    | 0    | 0    | 0  | 0  | 0  | 0  | 5 2/3 | 4      | 0      | 1    | 0    | 3    | 0    | 0      |

#### 2023년 플레이오프
kt 위즈와의 플레이오프 경기에서 2차전에서 선발 투수로 출장했다. 6⅓이닝을 1피안타 1볼넷 2탈삼진 무실점으로 막아내면서 생애 첫 포스트시즌 승리투수가 됐다. 5차전에도 선발 투수로 출장해 4⅓이닝 3피안타 2실점을 기록했다.
| 평균자책점 | 경기 | 완투 | 완봉 | 승 | 패 | 세 | 홀 | 이닝   | 피안타 | 피홈런 | 볼넷 | 사구 | 삼진 | 실점 | 자책점 |
| ---------- | ---- | ---- | ---- | -- | -- | -- | -- | ------ | ------ | ------ | ---- | ---- | ---- | ---- | ------ |
| 1.69       | 2    | 0    | 0    | 1  | 0  | 0  | 0  | 10 2/3 | 4      | 0      | 1    | 0    | 3    | 2    | 2      |

시즌 종료 후 아시아 프로야구 베이스볼 챔피언십 국가대표 선수로 발탁됐다.

### 2024년 시즌
전반기 17경기 출장해 6승 6패 82 1/3이닝 평균자책점 4.59를 기록했다.
8월 5번 등판해 29이팅 1승 1패 21탈삼진 8실점(8자책) 평균자책점 2.48을 기록했다. 8월 구단 투수 부문 MVP로 선정됐다. 8월 31일 SSG 랜더스와의 경기에서 6이닝 2실점 7탈삼진을 기록했다. 이 경기를 마지막으로 1군에서 말소됐다. 9월에 오른쪽 팔꿈치 뼛조각 제거 수술을 받았다.
2024년 시즌 25경기 121이닝 출장해 8승 9패 74탈삼진 평균자책점 4.31을 기록했다. 카일 하트에 이어 다승과 이닝 2위를 기록하면서 NC 다이노스의 국내 선발 투수 중 가장 좋은 성적을 기록했다.

## 국가대표 경력

### 2023년 아시아 프로야구 베이스볼 챔피언십
첫 번째 경기인 호주전에만 출장했으며 7회초에 김영규의 뒤를 이어 등판했으나 아웃카운트를 잡지 못하고 내려갔다.

## 등번호
- '100' (2018년)
- '44' (2019년)
- '53' (2020년 ~ 현재)

## 출신 학교
- 서울염강초등학교 (강서리틀)
- 매향중학교
- 야탑고등학교

## 트리비아
- 입단 초에는 취미가 낚시였으나 2022년 이후 텃밭 가꾸기로 바뀌었다.[8]

## 통산 기록
| 연도 | 팀명  | 평균자책점 | 경기 | 완투 | 완봉 | 승 | 패 | 세 | 홀 | 승률  | 타자 | 이닝 | 피안타 | 피홈런 | 볼넷 | 사구 | 탈삼진 | 실점 | 자책점 |
| ---- | ----- | ---------- | ---- | ---- | ---- | -- | -- | -- | -- | ----- | ---- | ---- | ------ | ------ | ---- | ---- | ------ | ---- | ------ |
| 2020 | NC    | 5.79       | 17   | 0    | 0    | 2  | 3  | 0  | 0  | 0.400 | 196  | 42   | 57     | 10     | 13   | 3    | 26     | 27   | 27     |
| 2021 | NC    | 4.41       | 30   | 0    | 0    | 9  | 6  | 0  | 0  | 0.600 | 625  | 145  | 155    | 17     | 44   | 5    | 107    | 75   | 71     |
| 2022 | NC    | 4.56       | 26   | 0    | 0    | 4  | 9  | 0  | 0  | 0.308 | 521  | 118⅓ | 128    | 15     | 31   | 10   | 105    | 64   | 60     |
| 2023 | NC    | 3.98       | 29   | 0    | 0    | 5  | 5  | 0  | 0  | 0.500 | 519  | 122  | 122    | 14     | 25   | 6    | 97     | 63   | 54     |
| 2024 | NC    | 4.31       | 25   | 0    | 0    | 8  | 9  | 0  | 0  | 0.471 | 524  | 121  | 140    | 20     | 16   | 7    | 74     | 67   | 58     |
| 통산 | 5시즌 | 4.43       | 127  | 0    | 0    | 28 | 32 | 0  | 0  | 0.467 | 2385 | 548⅓ | 602    | 76     | 129  | 31   | 409    | 296  | 270    |